# Tsengi
Les Tsengi sont un peuple bantou d'Afrique centrale établi au Gabon et en République du Congo, parlant plusieurs dialectes dont le Tsaangi, le bandjabi, le douma, l'awandji, le batsiagui, le sihou (ou bassissihou).